# Kapteyn c
Kapteyn c é um exoplaneta que orbita a estrela anã vermelha de Kapteyn, localizado a cerca de 12,8 anos-luz (3,92 pc) da Terra, na constelação de Pictor. Ele tem uma massa de cerca de ≥ 7,0 M⊕, um semieixo maior de ~ 0,311 UA e uma excentricidade orbital de 0,23 ± 0,1. Está além da zona habitável da estrela hospedeira. Kapteyn c leva cerca de 121 dias para completar uma órbita em torno de sua estrela e é frio demais para manter água líquida. Ele foi descrito pelos seus descobridores como uma superterra fria.
Por está além da borda exterior da zona habitável, acredita-se que Kapteyn c é muito frio para suportar a vida baseada na luz estelar.